# Saint-Julien-d’Arpaon
Saint-Julien-d’Arpaon (okzitanisch Sent Julian d'Arpaon) ist eine Ortschaft und eine Commune déléguée in der französischen Gemeinde Cans et Cévennes mit 94 Einwohnern (Stand: 1. Januar 2022) im Département Lozère in der Region Okzitanien. 
Mit Wirkung vom 1. Januar 2016 wurde sie mit der Gemeinde Saint-Laurent-de-Trèves zur Commune nouvelle Cans et Cévennes zusammengeschlossen und hat dort seither den Status einer Commune déléguée.

## Geografie
Saint-Julien-d’Arpaon ist eine kleine Ortschaft am Südrand der Cevennen. Sie liegt im Tal der Mimente, einem Nebenfluss des Tarnon.

## Sehenswürdigkeiten
Auf dem Gebiet der Gemeinde liegt das Château de Saint-Julien-d’Arpaon.